# Pueblo tacuate
Los tacuates son una etnia descendiente de los Mixtecos que a pesar de hablar una lengua mixteca mantiene una identidad étnica distinta.

## Denominación
El término tacuate deriva del náhuatl que quiere decir Tlal-hombre y Coatl-Serpiente " Hombre Serpiente". En Zacatepec los Tacuates se denominan como Tata-Señor y Koo-Serpiente "Señor Serpiente",y en Ixtayutla se denominan " Inyus " que deriva de la palabra "Indio".[cita requerida]

## Asentamientos
Los tacuates (en sentido estricto) habitan en la región de la Mixteca de la Costa de Oaxaca en el Municipio de Santa María Zacatepec (Ñuu cha’a tuta), distrito de Putla, Oaxaca. Mientras algunos autores señalan que los mixteco-hablantes del municipio vecino de Santiago Ixtayutla, Jamiltepec, Oaxaca, también se considera tacuates Castillo Cisneros mantiene que los habitantes de Zacatepec han desarrollado una etnicidad muy distinta: ellos son los únicos que se autonombran tacuates y son llamados así por los demás grupos en la región (mestizos, amuzgos, mixtecos). Además existe una diferencia marcada entre el idioma tacuate (mixteco de Zacatepec) y el mixteco de Ixtayutla con una inteligibilidad limitada entre las dos variantes de sólo 64 %.

## Historia
Los Tacuates de Santa María Zacatepec durante el gobierno de Porfirio Díaz, gozaron de un gran poder directo del presidente Diaz gracias al cacique Tacuate "Tata Lencho" o Lorenzo Cruz quien era compadre de Porfirio Diaz. A la muerte de este último cacique y gobernador Tacuate, el pueblo de Santa Maria Zacatepec es invadido por españoles y mestizos de las poblaciones vecinas que buscaban nuevas tierras.[cita requerida]
Los Tacuates fundaron el pueblo de Santa María Zacatepec el 9 de noviembre de 1547 bajo el nombre de "Yucu'Satuta" terminó denominado por los mixtecos de Tlaxiaco al ver las lomas verdes que rodeaban el pueblo, y los pueblos vecinos como Putla, Mesones, Amuzgos, Jicayan, Mechoacan y Tututepec lo denominan como "Ñuu Kanu Cha'a Tuta" que quiere decir "Pueblo Grande que da Atole", hoy en día es reducido como "Cha'a" que quiere decir "Los que dan". Los Tacuates desconcen el Mixteco o Ñuu Savi como su lengua, ellos dicen hablar la lengua Tu'un Va'a debido a que no se entienden con los mixtecos de Tlaxiaco ni con los mixtecos de Tututepec.

## Lengua
La lengua de los tacuates, también conocido como mixteco de Zacatepec, es una variante del idioma mixteco, perteneciente al grupo mixtecano de las lenguas otomangues. Los tacuates no reconocen a sí mismos como mixtecos, pero su habla forma parte de la macrolengua mixteca. Ellos llaman a su habla cotidiana tu'un va'a. Ethnologue dice que la inteligibilidad del mixteco de Zacatepec es de 40-50% respecto al de Metlatónoc, 25-30% con la variedad de Yoloxóchitl; guarda mayor similitud con las hablas de Ixtayutla y Jicaltepec, con 64 y 63% de inteligibilidad mutua respectivamente.[cita requerida]

## Vestimenta
Los tacuates de Zacatepec visten trajes muy coloridos, según estudios, la vestimenta de la Etnia, es la única de las prehispánicas que sigue en uso.[cita requerida]

## Religión
Aún conservan creencias mágico-religiosas ancestrales.[cita requerida]

## Cultura popular
Pedro Infante en la película Tizoc interpreta a un hombre tacuate que se enamora de la hija de un terrateniente. El eje del argumento es el pañuelo que María Félix, la hija del terrateniente le ofrece a Pedro Infante para limpiar la sangre que le sale por una herida en la cabeza por una pelea. Según el guionista, Ismael Rodríguez, entre los tacuate una mujer que le da el pañuelo a un hombre representa promesa de matrimonio.